# 幻想中的你
《幻想中的你》，是一部於2013年上映的韓國電影，由紀正洙製作、姜真雅負責執導，韓藝璃、李熙俊、李英真主演。
在2013年4月中旬開幕的全州國際電影節上，本片觀影票僅用了32秒就被一搶而空，成為2013年影展上最具人氣的電影。

## 劇情簡介
「這是一個關於尚未做好離別準備的人們的故事。」
 
「一生的浪漫喜劇<幻想中的你>」

車景（韓藝璃 飾）和赫根（李熙俊 飾）是一對人見人羨的可愛情侶。
 
可事實上，第一次見面的時候，車景的閨蜜琪玉（李英真 飾）就愛上了赫根，但作為車景的閨蜜，她還是隱忍了這份濃情。 
 
除了生出偶爾的小小妒意，三個人還是非常和諧地相處。
 
誰知，一場意外奪走了車景的生命，生活一下子面覺目全非。
一年的時間過去，赫根仍無法從痛苦中擺脫出來，而琪玉試圖撫平對方的傷痛，並漸漸走近赫根。
 
一天，在赫根和琪玉的幻想中浮現出了車景的身影，這再次喚起了三個人的回憶…

## 演員陣容
- 韓藝璃 飾演 成車景
- 李熙俊 飾演 金赫根
- 李英真（朝鲜语：이영진 (배우)） 飾演 元琪玉

## 電影原聲
| 曲序 | 曲目                      |             | 作曲        | 演奏        | 备注   | 时长 |
| ---- | ------------------------- | ----------- | ----------- | ----------- | ------ | ---- |
| 1.   | I'll Write When I'm There | Joe Hollick | Joe Hollick | Joe Hollick | 片尾曲 | 2:52 |

## 獲獎及提名列表
| 年份 | 授獎單位              | 獎項             | 提名項目       | 結果 |
| 2013 | 第14屆 全州國際電影節 | Movie Collage獎  | 《幻想中的你》 | 獲獎 |
| 2013 | 第14屆 全州國際電影節 | 韓國電影競爭單元 | 《幻想中的你》 | 提名 |

## 外部連結
- Naver電影 - 환상속의 그대 （页面存档备份，存于）